# Kaméra

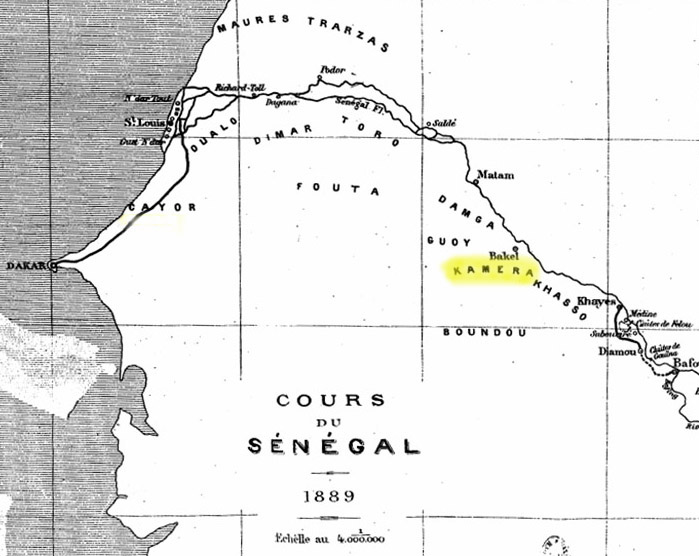
Localització del Kaméra en un mapa del riu Sénégal (1889)

El Kaméra era una de les províncies del país de Gadiaga, a l'antic regne de Galam, situada a la vall alta del riu Senegal, entre el seu afluent el Falémé i el país de Khasso.
La seva capital era Makhana (o Maxana, Maxanna).
Els seus habitants eren sobretot soninkés pertanyent al clan reial dels Bathily, però també hi vivien peuls i mandings.

## Història
Com el Guoy (o Guoye), el Guidimakha o el Diombokho, el Kaméra formava part del país del Gadiaga. Estava proper al fort de Saint-Joseph de Galam fundat per André Brue pel compte de la Companyia del Senegal l'any 1699.
La regió va patir disturbis l'any 1824 i el 1833 es va produir una divisió entre els dos regnes enemics separats pel riu Falémé: Guoy i Kaméra.
El 1886 fou una de les regions que va donar suport a l'aixecament anticolonial de Mahmadou Lamine.